# Santa Pau
Santa Pau est une commune espagnole de la province de Gérone, en Catalogne, en Espagne dans la comarque de Garrotxa.

## Géographie
commune des Pyrénées située dans le parc naturel de la Zone volcanique de la Garrotxa

## Photos

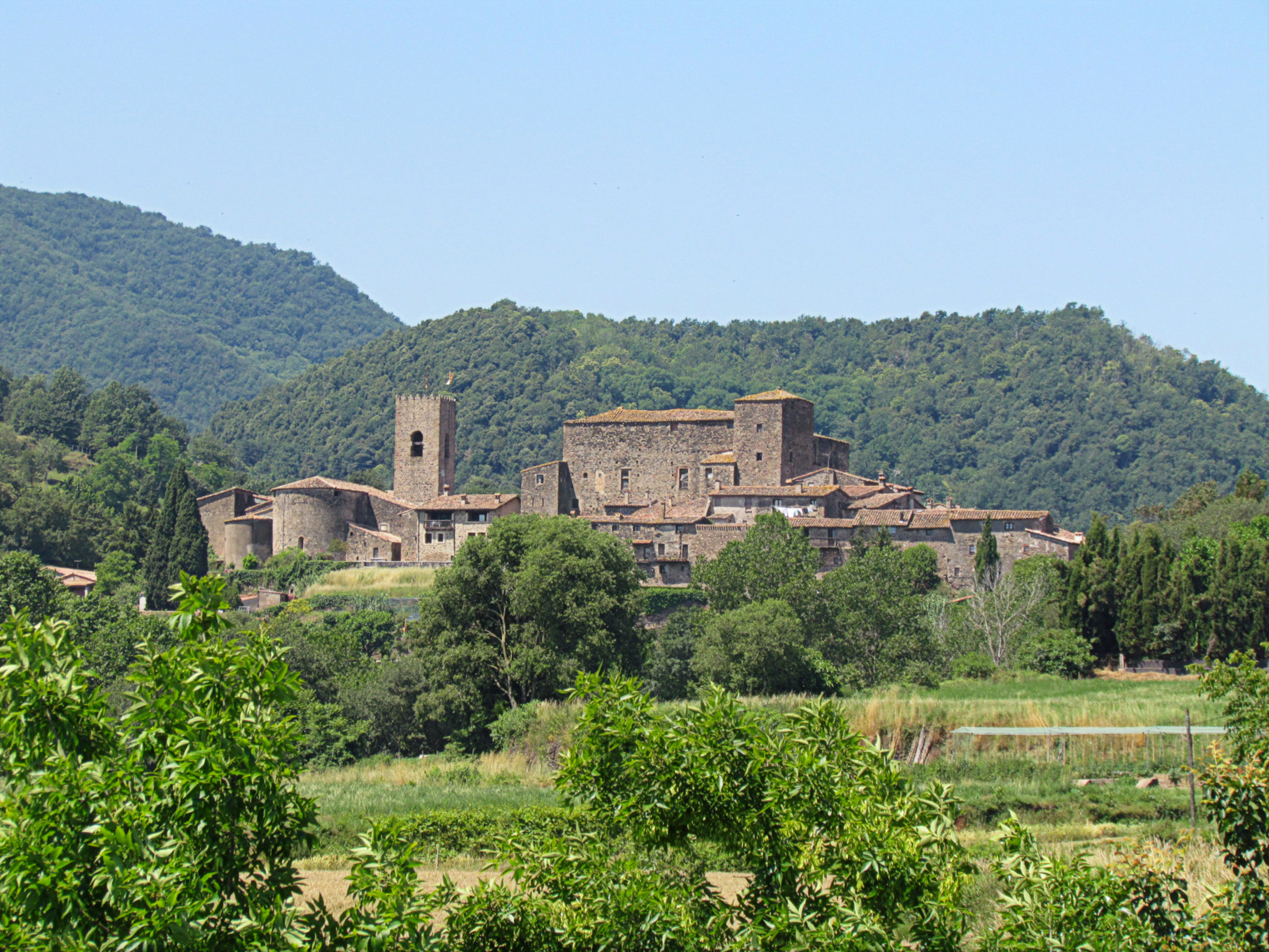
Vue générale sur le village.
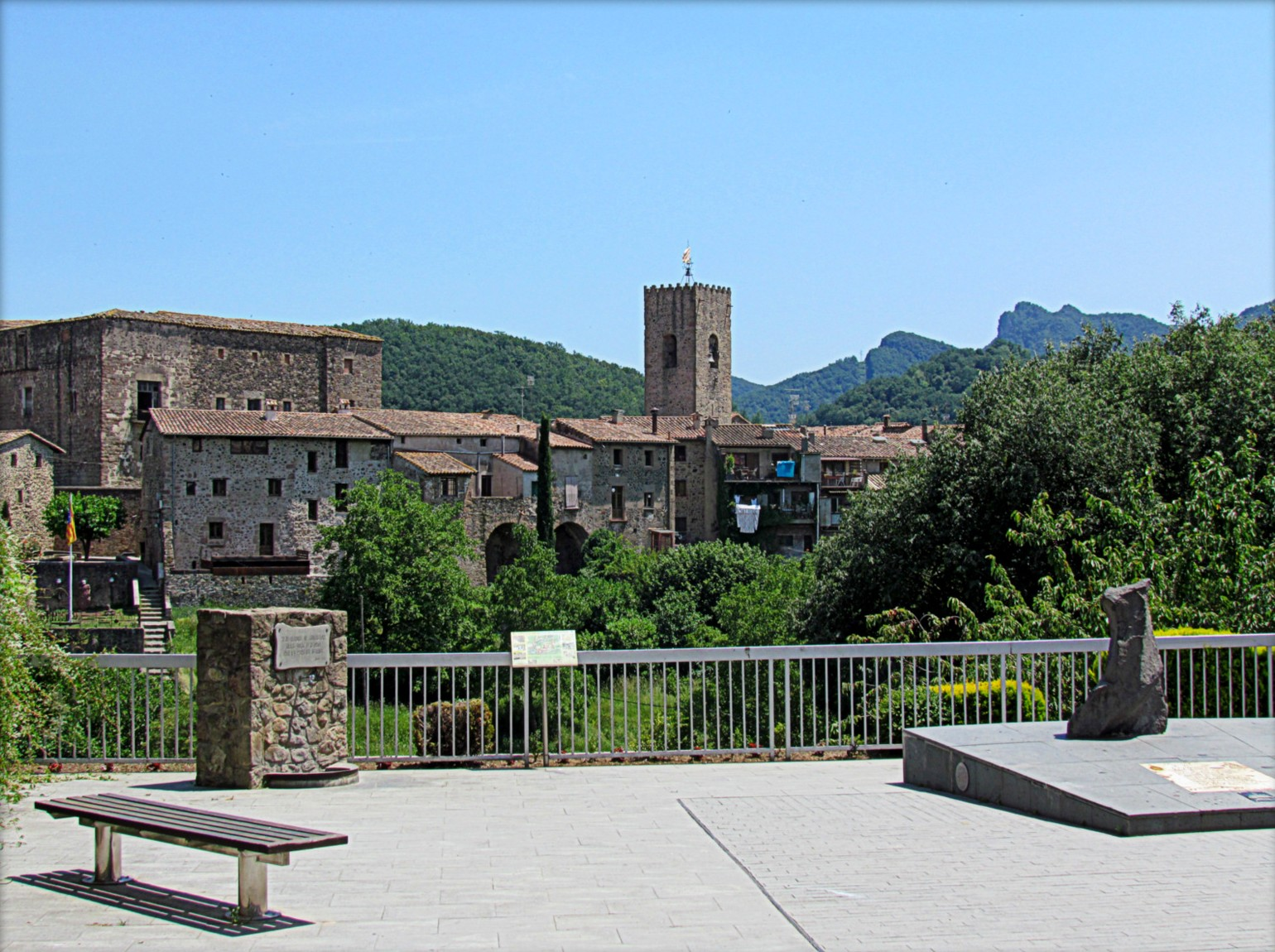
.
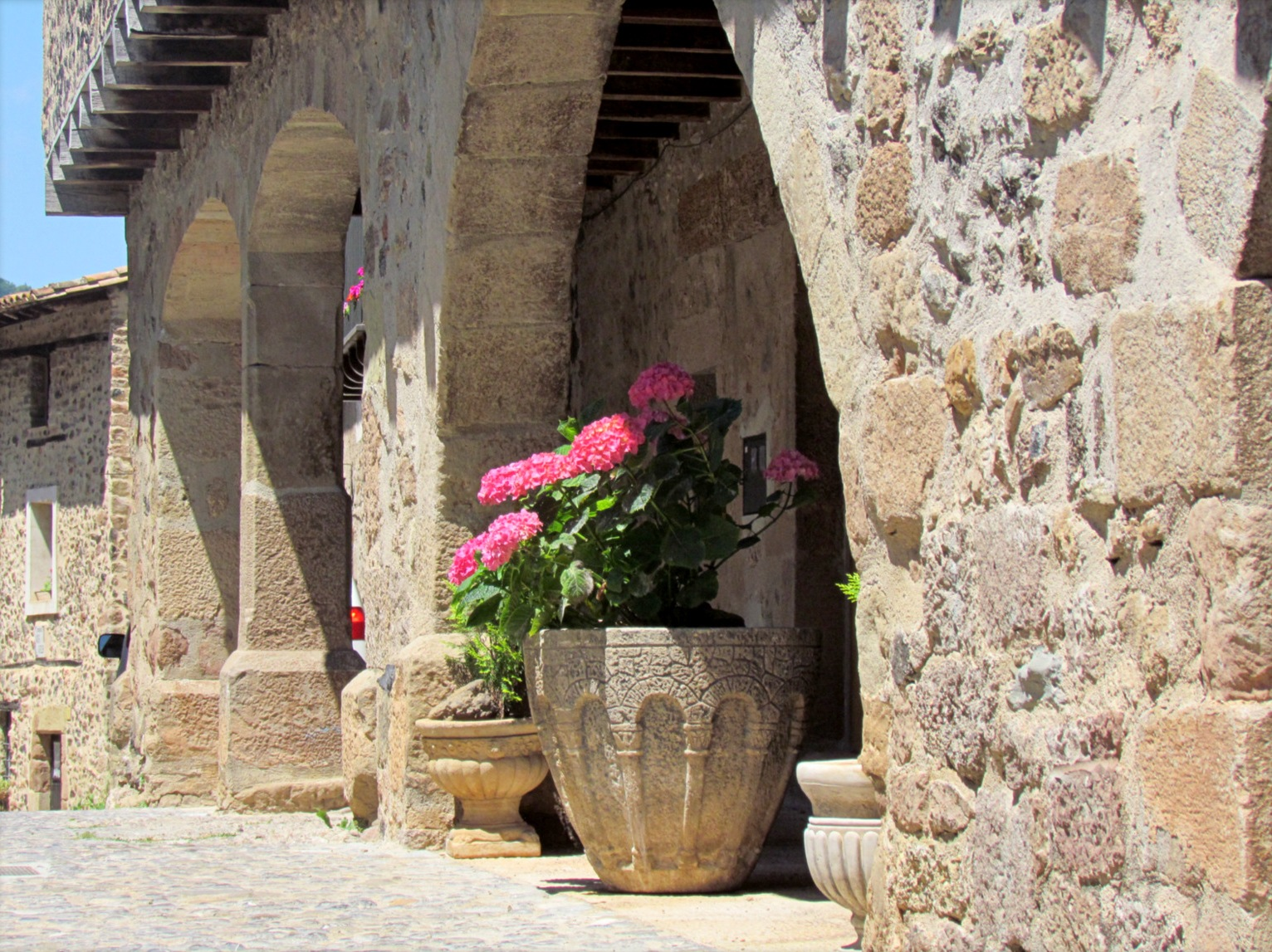
Une rue fleurie du village.